# Nummer 785–868 i Psalmer och Sånger (2003)
Forts från Nummer 326-784 i Psalmer och sånger. Sångerna är ett tillägg till Psalmer och Sånger 1987 publicerat 2003.
Psalmer och sånger är gemensam för Adventistsamfundet, Evangeliska Frikyrkan, Equmeniakyrkan, Svenska Alliansmissionen och Svenska Frälsningsarmén.
Lovsång och tillbedjan
```
785 
Du är helig, du är hel
 --- 
Listad

786 
Du är helig och helighet

787 
Jag vill upphöja dig, Gud

788 
Kom, lova vår Gud

789 
Min Jesus, min Herre

790 
Sjung lovsång, alla länder

791 
Sjung med glädje till Guds ära

792 
Vi vill ge Dig ära
 --- 
Listad

793 
Ära åt Gud
```

Fader, Son och Ande
Treenigheten
```
794 
Jag tror på en Gud, en enda
```

Gud, vår Skapare och Fader
```
795 
Jag lever i din kärlek
```

Jesus, vår Herre och broder
```
796 
Så kom du då till sist

797 
Som ett naket frö i handen
```

Anden, vår hjälpare och tröst
```
798 
Kom, helig Ande
```

Kyrkan och nådemedlen
Kyrkan - församlingen
```
799 
Själv utan gränser

800 
Vi tackar dig att tron har funnit uttryck
```

Dopet
```
801 
Upp ur vilda, djupa vatten
```

Nattvarden
```
802 
I Offerlammets tecken

803 
Vilket stort mysterium

804 
Vårt nattvardsbord är dukat

805 
Ät mitt bröd
```

Helg och gudstjänst
```
806 
Trädet och grenen
```

Vittnesbörd - tjänst - mission
```
807 
Ditt uppdrag, Jesus, är förvisst

808 
Här är jag, Herre
```

Kyrkoåret
Advent
```
809 
Vi tänder ett ljus

810 
Vi tänder ett ljus i advent
```

Jul
```
811 
Ej upplysta gårdar
 --- 
Listad

812 
Herdar som på fälten vaktat
```

Trettondedag jul
```
813 
Å, vilka stora gåvor
```

Fastan
```
814 
Du Guds lamm, du fattige
```

Påsk
```
815 
Jesus har uppstått, halleluja

816 
Kristus lever, fri och stark

817 
Världen som nu föds på nytt
```

Övriga helgdagar
Kyndelsmässodagen
```
818 
Barn och stjärnor
 --- 
Listad
```

Alla helgons dag
```
819 
Johannes fick se Lammet stå
```

Dagens och årets tider
Årstiderna
```
820 
Över berg och dal
```

Att leva av tro
Stillhet - meditation
```
821 
Du är en bön
 (Bli stilla)
822 
Min själ får vila ut
```

Bön
```
823 
För detta tackar vi dig, Gud

824 
Herre, hör min bön

825 
Här, nära
```

Sökande - tvivel
```
826 
Håll om mig
```

Kallelse
```
827 
Se hur gudsvinden bär
```

Skuld - förlåtelse
```
828 
Det enda som bär

829 
Om och om igen
```

Förtröstan - trygghet
```
830 
Din trofasta kärlek

831 
Du vänder ditt ansikte till mig

832 
Gud, i dina händer

833 
Herre, till dig får jag komma

834 
I min Gud

835 
Känn ingen oro

836 
Tro, att Jesus lever

837 
Jag tror på en Gud som är helig och varm
```

Glädje - tacksamhet
```
838 
Som gränslösa vidder
```

Vaksamhet - kamp - prövning
```
839 
Inte en sparv till marken

840 
Jesus, Guds Son, du ljus i mitt inre

841 
När livet inte blir som vi har tänkt oss
```

Efterföljd - helgelse
```
842 
Möt mig nu som den jag är

843 
Vänd mot källan
```

Tillsammans i världen
```
844 
Gud kallar oss att pröva nya vägar

845 
Må din väg gå dig till mötes

846 
Må friden från jorden följa dig

847 
Nära marken
```

Framtiden och hoppet
Pilgrimsvandringen
```
848 
Livets ljus är av evighet
```

Livets gåva och gräns
```
849 
Allt blev med ens så stilla

850 
Som liljan på sin äng
```

Kristi återkomst
```
851 
En dag skall Herrens skapardrömmar möta

852 
Med små lamm i lugn och ro
```

Psaltarpsalmer och andra sånger ur Bibeln
```
853 
Bara i dig

854 
Ditt ord är en lykta

855 
Gloria
 (Ära)
856 
Halleluja

857 
Halleluja

858 
Halleluja

859 
Halleluja

860 
Helig, helig, helig

861 
Helig, helig är du, Herre

862 
Herre, förbarma dig

863 
Kyrie eleison

864 
Laudate Dominum
 (Lovprisa Herren)
865 
Låt ditt rike komma

866 
O, Guds Lamm

867 
Se Guds lamm

868 
Tacka Herren
```